# 채서경
채서경은 대한민국의 배우이다.

## 드라마
- 2023년 ~ 2024년 KBS1 저녁 일일연속극 《우당탕탕 패밀리》 ... 한시헌 역